# Moskauer Zoo
Koordinaten: 55° 45′ 43″ N, 37° 34′ 38″ O
Der Moskauer Zoo (russisch Московский зоопарк) wurde am 1. Februarjul. / 13. Februar 1864greg. (nach zeitgenössischen Quellen am 31. Januarjul. / 12. Februar 1864greg.) in Moskau eröffnet und ist damit der älteste Zoo Russlands. 

## Lage
Der Zoo befindet sich wenige 100 m westlich und außerhalb des Gartenrings im Stadtteil Presnenski des Zentralen Verwaltungsbezirkes an der Metrohaltestelle Krasnopresnenskaja bzw. Barrikadnaja (Ringlinie bzw. Linie 7).

## Geschichte
Als vorbereitende Maßnahme wandte sich die kaiserlich russische Acclimatisationsgesellschaft Anfang des Jahres 1863 an ihr Wiener Pendant „mit dem dringenden Anliegen […], [ihr] alle dem Kaiserthum Oesterreich angehörigen Thiergattungen noch vor der Eröffnung des neuen Thiergartens gegen Tausch um russisch-zoologische Spezialitäten oder gegen Barbezahlung verschaffen zu wollen“.
Kurz darauf schenkte eine Frau Gutschnow der neuen Anstalt „ein Vogelhaus im Werthe von 6000 Rubeln“. Außerdem sandte die kaiserlich französische Acclimatisationsgesellschaft in Paris „zwei Zebus aus dem Sudan und einige Schafe der Mauchamp-Race“ (die heute ausgestorben ist).
Die Gründung des Zoos (der anfangs Zoologischer Garten genannt wurde) erfolgte per Erlass des Zaren Alexander II. auf Initiative
einiger Professoren der Moskauer Universität. Bei seiner Eröffnung hatte der Zoo eine Größe von 10 Hektar und beherbergte 286 zumeist heimische Tiere.
Anfang des Jahres 1867 war der Zoo in seiner Existenz gefährdet, weil „durch die Schuld des unzuverlässigen Dienstpersonales“ im Laufe des vorangegangenen Winters „in Folge mangelhafter Nahrung die meisten Thiere verkommen“ waren.
Während des Russischen Bürgerkrieges in Folge der Oktoberrevolution gingen 90 Prozent des Bestandes verloren. Im Jahr 1919 wurde der Zoo verstaatlicht und ging drei Jahre später (1922) in den Besitz der Stadt Moskau über, die diesen seither verwaltet.
Im Jahr 1926 wurde das Areal auf 18 Hektar erweitert, der Tierbestand vergrößert. Die Originalgebäude des Zoos waren aus Holz und hatten aufwändige volkstümliche Dekorationen. 1926 wurde der Zoo um ein Wissenschaftszentrum ergänzt, Labore wurden eingerichtet, Biologen und Veterinäre eingestellt.
1935 erlangte die Tierpflegerin Vera Tschaplina (1908–1994) Bekanntheit, da sie ein von seiner Mutter verstoßenes Löwenjunges bei sich zu Hause großzog. Ihre Erinnerungen daran und an ihre Tätigkeit im Moskauer Zoo verarbeitete Tschaplina in dem Buch Vierbeinige Freunde und Zöglinge des Zoo, das auch im deutschsprachigen Raum mehrfach verlegt wurde. Sechs Millionen Besucher verzeichnete der Zoo während der Kriegsjahre 1941–1945.
Unterlassene Instandhaltungsmaßnahmen ließen den Zoo in den 1970er und 1980er Jahren weitgehend verfallen. Erst von 1990 bis 1997 wurde der Zoo unter persönlicher Aufsicht des damaligen Bürgermeisters Juri Luschkow grundlegend modernisiert und auf seine heutige Fläche von rund 21,5 Hektar erweitert. Teil dieser Umbauten war die Neugestaltung des Eingangsbereiches in Form einer Burg und die Schaffung einer Fußgängerbrücke, die den alten (1864) und neuen (1926) Teil des Zoos miteinander verbindet. Vorher agierten die beiden Teile quasi als separate Zoos, da sie durch die Bolschaja-Grusinskaja-Straße getrennt waren.
Jährlich besuchen den Moskauer Zoo über zwei Millionen Menschen.

## Bestand
In der Frühzeit seines Bestehens erhielt der Zoo mehrere bedeutende Spenden: Zar Alexander II. schenkte einen Indischen Elefanten, Großfürst Konstantin Romanow spendete ein Nashorn und der Khedive von Ägypten Ismail Pascha ein Zebra.
Heute werden rund 1000 Tierarten mit rund 8000 Exemplaren gehalten, darunter Rotwölfe, Zobel und Elefanten. Im „Exotarium“, einer Art Aquarium, kann man Unterwasserwelten samt Fauna tropischer Meere sehen.
Eine Besonderheit stellte der Alligator Saturn dar. Das Tier wurde 1936 in freier Wildbahn in den Vereinigten Staaten geboren und 1946 aus der Sowjetischen Besatzungszone in den Moskauer Zoo verbracht. In Deutschland soll er bis 1945 zum Bestand des im Krieg fast vollständig zerstörten Berliner Zoos gehört haben.
Aus dem Bestand des Zoos wurden zwei Eisbären an den Tierpark Berlin übergeben: Das Weibchen Tonja wurde 2011, Wolodja im Jahre 2013 erstmals der Öffentlichkeit vorgestellt.

## Moskauer Tierpark Museum
Gegründet im Jahr 2008 in einem zweistöckigen Gebäude aus dem 19. Jahrhundert, das Ende des 19. bis Anfang des 20. Jahrhunderts erbaut wurde und sich auf dem Territorium des Zoos befindet. Seit 2015 ist das Museum für die Öffentlichkeit und alle zugänglich. In den Mittel- und Seitenhallen gibt es eine Ausstellung zur Geschichte des Moskauer Zoos und eine naturwissenschaftliche Dauerausstellung. Die Sammlung des Museums umfasst mehr als 10.000 Zoowappen aus aller Welt, Hunderte von Gemälden, Skulpturen und Zeichnungen von Meistern der russischen Animalistik wie Vasily Vatagin, Alexei Komarov, Vadim Trofimov, Andrei Marts und Alexei Tsvetkov.

## Tierparkschule Russland
Der Moskauer Zoo verfügt über ein eigenes Bildungsinstitut. Neben der umfassenden Ausbildung für Zoopersonal und Lehrer gibt es ein Weiterbildungsprogramm für Zoo- und Aquarienpersonal, Tierärzte, Lehrer und Ehrenamtliche sowie Kurse in Zoopsychologie. Da der Moskauer Zoo seit der Sowjetzeit Vorsitzender aller Tierparks in Russland ist, ist er ein nationales Ausbildungszentrum. Dieser wurde 2017 von der derzeitigen Direktorin Svetlana Akulova und Björn Stenvers gegründet.